# Regina (poziomka)
Regina (Fragaria vesca 'Regina') – odmiana uprawna poziomki pospolitej.

## Morfologia
Roślina o silnym wzroście (osiąga około 30 cm wysokości) i zwartym pokroju. Jest bardzo plenna. Owoce duże, intensywnie czerwone, aromatyczne, miąższ kremowo-biały.

## Uprawa
WymaganiaWymaga dobrze nawożonej gleby o kwaśnym odczynie i stanowiska słonecznego. Odmiana wytrzymała na mróz.
RozmnażanieWysiew nasion od marca do kwietnia do inspektu. Sadzenie w fazie 4-6 liści.
ZbiórZbiór od połowy czerwca do października. Owocuje w tym samym roku, w którym została wysiana (po około 4 miesiącach).